# STS-87
STS-87 est la vingt-quatrième mission de la navette spatiale Columbia.

## Équipage
- Commandant : Kevin R. Kregel (3)  États-Unis
- Pilote : Steven W. Lindsey (1)  États-Unis
- Spécialiste de mission : Winston E. Scott (2)  États-Unis
- Spécialiste de mission : Kalpana Chawla (1)  États-Unis
- Spécialiste de mission : Takao Doi  (1)  Japon de la JAXA
- Spécialiste de la charge utile : Leonid Kadeniouk  (1)  Ukraine de la NKAU

Le chiffre entre parenthèses indique le nombre de vols spatiaux effectués par l'astronaute au moment de la mission.

## Paramètres de la mission
- Masse :
  - Navette à l'atterrissage : 102 717 kg
  - Chargement : 4 451 kg
- Périgée : 273 km
- Apogée : 279 km
- Inclinaison : 28,5°
- Période : 90,0 min

### Sorties dans l'espace
- Scott et Doi  - EVA 1
- Début de EVA 1 : 25 novembre 1997 - 00:02 UTC
- Fin de EVA 1 : 25 novembre 1997 - 07:45 UTC
- Durée : 7 heures, 43 minutes

- Scott et Doi  - EVA 2
- Début de EVA 2 : 3 décembre 1997 - 09:09 UTC
- Fin de EVA 2 : 3 décembre 1997 - 14:09 UTC
- Durée : 4 heures, 59 minutes

## Objectifs
La mission est à but scientifique. Takao Doi fut le 1er japonais à faire une EVA (sortie extravéhiculaire).